# Korzikai nyelv
A korzikai nyelv vagy korz nyelv újlatin nyelvváltozat, amelyet a Franciaországhoz tartozó Korzika szigetén beszélnek. Nyelvtörténetileg átmenetet képez a olasz nyelv, azon belül is Toszkána dialektusa (sokan toszkán aldialektusnak tekintik), valamint a szárd nyelv között; a déli újlatin nyelvek közé sorolják.

## Változatai
Két fő változata van: az északon beszélt cismonticu (hagyományos elnevezés szerint: cismontano), mely igen közel áll a toszkán nyelvhez, valamint a délen beszélt pumuntincu (hagyományosan: oltramontano), mely a közép-olasz nyelvjárásokkal, a szárd nyelvvel, sőt még a szicíliai dialektusokkal is rokonságot mutat. E kettősség ellenére a korzikai nyelv egységesnek mondható, annál is inkább, hiszen írott formája mintegy nyelvi normaként mindkét nyelvjárást beszélők számára könnyen érthető. Az egység és a variációk e párhuzamos jelenlétének leírására hívta életre a szociolingvisztika a polinom nyelv kifejezést.
A korzikai nyelvet nemcsak Korzikán, de Szardínia északi részén is beszélik (ez utóbbi területen a pumunticu változatot, az olasz nyelv gallurai nyelv és sassari nyelv nevű dialektusaival együtt). Önálló nyelvi státusát nem is olyan rég, csak az 1960-as években nyerte el.

## Nyelvi státusza
Egyes nyelvészek szerint a korzikai nem egészen mondható önálló újlatin nyelvnek, hiszen igen közel áll a toszkán nyelvhez és annak variánsaihoz. Más nyelvészek még az ezen szócikkben használt nyelv elnevezést is megkérdőjelezik, pedig például a szárd nyelv esetében egyhangúlag elfogadott ez a besorolás. Megint mások nyelvi mivolta mellett kardoskodnak, arra hivatkozva, hogy a szigeten beszélt nyelvjárások egységes nyelvi normát alkotnak, nem beszélve arról, hogy a dialektust a nyelvtől megkülönböztető krtiériumok igencsak önkényesek. Ráadásul sokszor azért nem adják meg egy nyelvnek az őt megillető státuszt, hogy megakadályozzák elterjedését (valószínűleg politikai okokból). Ugyanakkor mindkét érvrendszer megállja a helyét, hiszen míg az első tipológiailag, addig a második szociolingvisztikai szemszögből közelíti meg a kérdést.
A francia Kulturális Minisztérium nyelvi tagozata (franciául: Délégation générale à la langue française et aux langues de France) által hivatalosan elismert regionális nyelv Franciaországban.

## A dialektusok földrajzi elterjedése
A korzikai nyelvet a sziget egészén beszélik (bár használata nem általános), kivéve Bonifacio és Calvi városokat, ahol még mindig egy genovai eredetű ligur dialektust beszélnek.
Mivel a múltban sok korzikai bevándorló érkezett a Szardínia északi részén található La Maddalena szigetre, itt ugyanazt a korzikai nyelvjárást beszélik, mint Sartène környékén. A gallurese  (gadduresu / gallurais / gallurien) nyelvjárást, melyet az észak-szárd Gallurában beszélnek, szintén igen közel áll a korzikai nyelv déli változatához (e két variáns egyébként közelebb áll egymáshoz, mint a többi korzikai nyelvjáráshoz).  Ugyancsak rokonságban állnak velük Sassari környékének nyelvi változatai (sassarese / sassarien).
Ugyanakkor maga a szárd önálló nyelvként kezelendő, hiszen sokban különbözik az olasztól és annak variánsaitól. Például Szardínia minden korzikai és „nem szárd” dialektusában a többes számot -i -vel képezik, ugyanúgy, ahogy az olaszban, a szárd nyelv ezzel szemben -s -sel, ahogy a francia és a spanyol nyelvek.
Ennek ellenére a korzikai és a szárd számos hasonló tulajdonsággal rendelkeznek, amelyeket csak megerősített a pisai és az aragón fennhatóság időszaka (amikor a két sziget ugyanazon államokhoz tartozott). Ilyenek például a kakuminális (felemelt) és retroflex (hátrahúzott) nyelvheggyel képzett hangok, vagy éppen a két szigeten mai napig gyakran használt [a'jo]! felkiáltás (amely feltehetően igen ősi, még a föníciai hódoltság előttről származik).
A korzikai nyelv főbb változatai a sartène-i, amely magába foglalja a sassarien és gallurais dialektusokat, a taravais, a Vico-Ajaccio régió nyelvjárása, a Cap Corse és Bastia környékén beszélt dialektus, valamint a Venaco környékén beszélt változat. Hagyományosan ezeket a nyelvjárásokat két csoportba osztották: a cismontano (szó szerint "hegyen innen") és oltramontano (hegyen túli) csoportokba. A két csoportba tartozó nyelvjárások között kb. 79% – 89% közötti megfelelés mutatható ki. A Bonifacio városban beszélt genovai dialektus legközelebbi rokona a Bastia környékén beszélt nyelvjárás, a kettő között 78%-os megfelelés mutatható ki.

## Nyelv és kultúra
Egészen a 19. század közepéig a korzikai és olasz nyelveket azonosnak tekintették, úgy gondolták, hogy míg az emberek különféle korzikai nyelvjárásokon beszélnek, addig az olasz ugyanannak a nyelvnek az írott formája. A II. császárság kezdetétől a korzikai egyre jobban elszakadt az olasztól (1852-ben a francia lett az egyedüli hivatalos nyelv, az olaszt úgymond száműzték a szigetről) és fokozatosan önálló nyelvvé vált – ezt segítette a lassan kialakuló korzikai nyelvű irodalom is.
Két fő elmélet terjedt el a nyelv eredetével kapcsolatban. Az egyik szerint a korzikai a toszkán nyelvből eredeztethető, melytől elszakadva önállóan fejlődött ki a mai változat; mindemellett egészen ősi, az újlatin gyökereket megelőző jegyeket is mutat, mint például a lakuminális hang. A másik elmélet hívei úgy gondolják, hogy már elég korán, a kora középkor folyamán önálló nyelvvé vált és a többi újlatin nyelvtől elkülönülve fejlődött ki a korzikai nyelv, miközben folyamatos kölcsönhatásban állt „konkurenseivel”, például a toszkánnal és a franciával.
A korzikai kulturális mozgalom sosem tűzte ki célül, hogy egységesítse a sziget különböző részein beszélt nyelvjárásokat. A korzikai nyelvészek ennek megfelelően „polinomiális nyelvről” beszélnek, a nyelv tanítása is az adott régióban használt nyelvjáráson, helyi változaton alapul, később szerzik meg a tanulók a sziget többi részén beszélt nyelvjárások felismerésének, passzív használatának képességét.
Ennek ellenére megfigyelhető egy egységesebb, ún. „irodalmi nyelv”, a corse élaboré kialakulása, amelyet elsősorban az értelmiség, a szellemi foglalkázásúak és a médiánál dolgozók használnak.
A korzikai nyelvet veszélyezteti, hogy egyre jobban elterjed a francia nyelv használata (a jobb integráció, munkalehetőségek miatt), ami különösen a 20. század második felében vált erőteljessé. Napjainkra a média és az oktatási rendszer révén a francia igen erőteljes pozíciókat szerzett, és lényegében a korzikai szülőkre maradt a feladat, hogy átadják a korzikai nyelvet az új generációknak, ami egyre kevesebb esetben sikerül. A korzikai nacionalista mozgalom egyik vívmánya volt, hogy elérték a korzikai „nyelvvé nyilvánítását”, amelyet az állami iskolákban lehet - fakultatívan - tanítani.
Mivel a korzikai nyelvnek nem volt írásbelisége a pisai és genovai megszállás idején, a legtöbb hivatalos földrajzi elnevezés olasz nyelvű. A XV. és XVI. század folyamán néhány francia térképész megpróbálkozott a nevek franciára fordításával (tulajdonképpeni franciásításával), azonban csak  L'Île-Rousse, Saint-Florent és Sartène maradtak fent napjainkig.
Az alábbi táblázat néhány korzikai helység nevét tartalmazza, a csillaggal jelölt alakok ma már nem használatosak.
| Olaszul       | Korzikaiul   | Franciául     |
| ------------- | ------------ | ------------- |
| Aiaccio       | Aiacciu      | Ajaccio*      |
| Bastia        | Bastia       | Bastia*       |
| Corte         | Corti        |               |
| Calvi         | Calvi        |               |
| Sartene       | Sartè        | Sartène       |
| Bonifacio     | Bunifaziu    | Boniface*     |
| Porto-Vecchio | Portivechju  |               |
| Isola-Rossa*  | Isula-Rossa  | L'Île-Rousse  |
| Propriano     | Prupià       |               |
| San-Fiorenzo* | San-Fiurenzu | Saint-Florent |

Közismert, hogy Napóleon is korzikai anyanyelvű volt. A családjával, rokonaival és korzikai barátaival is folyton korzikai nyelven beszélt. Szent Ilonán töltött évei során egy Cipriani nevű korzikai inas szolgált mellette. Feljegyezték, hogy vacsoránál Napóleon és Cipriani korzikaiul beszélnek egymással, amelyet az angol fogvatartók nem értenek, s a társaságban levő franciák sem tudtak kiigazodni rajta. Nem tudni pontosan így mi volt a beszélgetésük tárgya, de elképzelhetőnek tartják, hogy Napóleon Ciprianival fontos dolgokat osztott meg.
A két világháború között az olasz fasiszták természetesen a korzikait is egy egyszerű olasz nyelvjárásnak tekintették. Bár a szigetet nem szerezték, de Mussolinivel szimpatizáló korzikai fasiszta és fasisztoid csoportok hirdették a korzikai teljes eltávolítását és az olasz bevezetését az élet minden terén.

## Nyelvtana
- Határozott névelő
  - egyes szám: hímnem: u (archaikus: lu), nőnem: a (archaikus: la)
  - többes szám: hímnem, nőnem: i (archaikus: li)

|     | Személyes névmás | esse létige ragozása |
| --- | ---------------- | -------------------- |
| E/1 | eiu              | sò                   |
| E/2 | tu               | sè                   |
| E/3 | ellu, ella       | hè                   |
| T/1 | noi              | semu                 |
| T/2 | voi              | sete                 |
| T/3 | elli             | sò                   |

## Példák
| magyarul                      | korzikaiul              | olaszul                  |
| ----------------------------- | ----------------------- | ------------------------ |
| föld                          | a terra/a tarra         | la terra                 |
| ég                            | u celu                  | il cielo                 |
| víz                           | l'acqua                 | l'acqua                  |
| tűz                           | u focu                  | il fuoco                 |
| férfi                         | l'omu                   | l'uomo                   |
| nő                            | a moglia                | la donna (latin: mulier) |
| enni                          | manghjà/magnà           | mangiare                 |
| inni                          | beie                    | bere                     |
| nagy                          | grande/grende/grandu    | grande                   |
| kicsi                         | chjùcu/pìcculu/mischinu | piccolo                  |
| vaj                           | u butiru / a grètula    | il burro                 |
| nap (időszak, nem az égitest) | u ghjornu               | il giorno                |

## Fordítás
- Ez a szócikk részben vagy egészben  a   Langue corse című francia Wikipédia-szócikk ezen változatának fordításán alapul.  Az eredeti cikk szerkesztőit annak laptörténete sorolja fel. Ez a jelzés csupán a megfogalmazás eredetét és a szerzői jogokat jelzi, nem szolgál a cikkben szereplő információk forrásmegjelöléseként.